# خرونووک
خرونووک (به لهستانی:  Chronówek) یک روستا در لهستان است که در گمینا اورونگسکو واقع شده‌است.